# Tierdarsteller

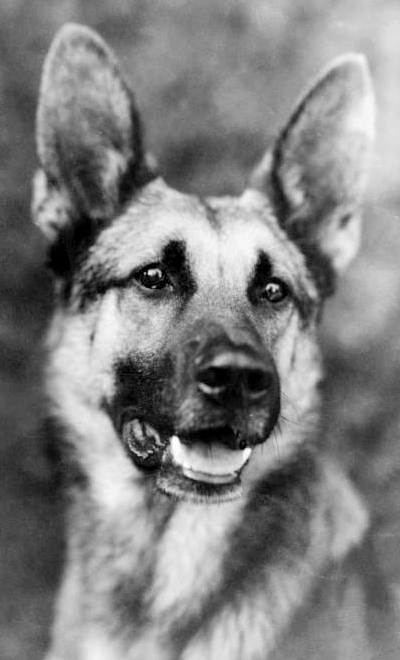
Strongheart (1921)

Als Tierdarsteller wirkten dressierte Tiere unterschiedlicher Arten bereits ab ca. 1911 in zahlreichen Filmproduktionen mit, einschließlich Stummfilmen, Tierfilmen, Monsterfilmen (besonders Tierhorror) und Abenteuerfilmen.
Außerdem werden Tiere sowohl in Sitcoms als auch in anderen Sendeformaten präsentiert und treten als Werbeträger in Werbespots auf sowie in privat aufgenommenen Webvideos.
Ähnlich wie bei der Verwendung von Tieren zu Show- und Ausstellungszwecken in Zoos, Aquarien oder Zirkussen werden auch tierische Darsteller zu den Nutztieren gezählt.

## Tiere als Filmdarsteller

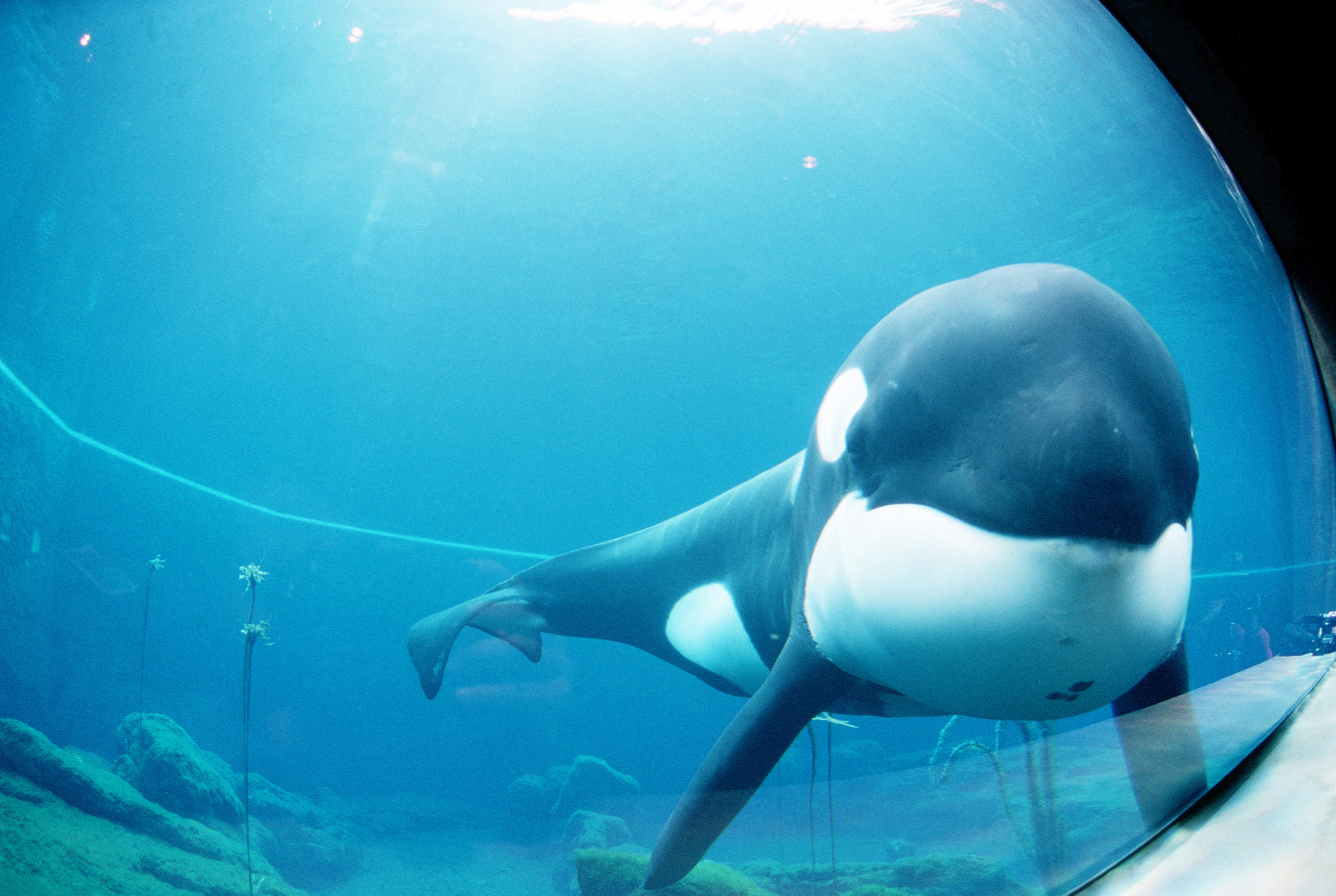
Orca Keiko, bekannt aus Free Willy

Bei den dargestellten Charakteren handelt es sich oft um Tiere aus verfilmten Kinderbüchern oder Romanvorlagen, wie den Schimpansen Cheeta, der in unterschiedlichen Tarzanfilmen von verschiedenen Darstellern gespielt wurde. Jedoch gibt es auch Tierdarsteller, die zunächst durch ihre Auftritte in Werbefilmen bekannt wurden, wie z. B. Morris the Cat.
Die Kooperation mit menschlichen Darstellern setzt eine besondere Intelligenz voraus sowie die Fähigkeit, auf Aufforderung ein bestimmtes Verhalten zu zeigen. Tiertrainer, deren Aufgaben mit denen eines Dompteurs vergleichbar sind, bereiten die Tiere auf ihre Auftritte vor und begleiten sie. Einige der erfolgreichsten Filmtiere wirkten bei über 20 Spielfilmen mit. Die beiden Deutschen Schäferhunde Strongheart und Rin Tin Tin wurden 1960 ebenso wie Lassie (die jedoch von unterschiedlichen Darstellern verkörpert wurde) mit eigenen Sternen auf dem Hollywood Walk of Fame geehrt.

## Tiere als Co-Moderatoren
Der Tierfilmer und Autor Bernhard Grzimek moderierte von 1956 bis 1987 die beim Publikum beliebte Sendung Ein Platz für Tiere (Hessischer Rundfunk, 175 Folgen) für die er wöchentlich an anderes Tier mit vor die Kamera nahm. Unter den Co-Moderatoren des damaligen Direktors des Frankfurter Zoos waren unter anderem Schimpansen, ein Gepard, eine Würgeschlange, ein Pinselohrschwein, Capybaras, sowie Maulwürfe, Zwergmäusen und Vogelspinnen. In Deutschland war es die erste Sendung, die sich mit dem Themengebiet Tiere, Natur und Naturschutz an ein breites Publikum wendete. Wildtiere in dieser Form im Fernsehstudio vor der Kamera zu präsentieren, wurde damals von der Mehrheit der Zuschauer als unproblematisch empfunden.

## Tierwohlgefährdung und Tierschutz am Filmset

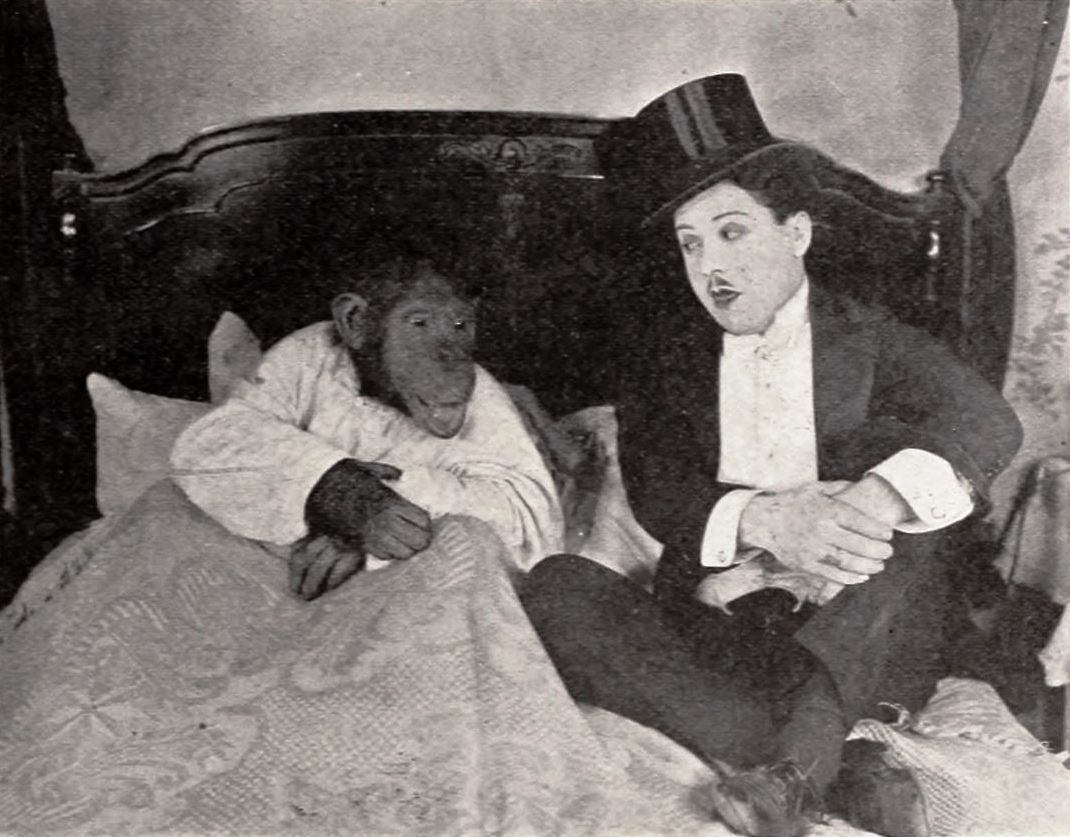
Monty Banks mit Bonzo, 1922 machte man sich an Filmsets noch keine Gedanken über artgerechte Bedingungen

Bei den hier dargestellten Fällen und Tierschutzgesetzen handelt es sich um eine Auswahl. In den USA bietet die Organisation „American Humane“ seit 2004 das markenrechtlich geschützte Gütesiegel „No Animals Were Harmed“ (dt. Keine Tiere kamen zu Schaden) an, um Filme zu kennzeichnen. Nicht nur in der Vergangenheit, sondern auch bei weniger populären Spezies sieht die Realität jedoch oft anders aus.

### Deutschland

#### Öffentliche Wahrnehmung
Ein Fernsehformat, welches den Tierschutz von Filmtieren in Deutschland in die öffentliche Diskussion brachte, war die ZDF-Fernsehserie Unser Charly, die von 1995 bis 2010 gesendet wurde. Charly wurde durch wechselnde, junge Schimpansen belegt, die den Affen inmitten seiner menschlichen Adoptivfamilie in Menschenkleidung verkörperten. Tierschutzorganisationen hatten bereits über Jahre vergeblich versucht, das ZDF zu überzeugen, die Serie einzustellen, von der insgesamt 16 Staffeln produziert wurden. Erst als sich der Humanbiologe und Anthropologe Carsten Niemitz (Freie Universität Berlin) 2010 öffentlich äußerte, indem er bekannt gab, es würden regelmäßig junge Schimpansen von ihren Müttern getrennt, um mit Hilfe eines Tiertrainers für ihre Rolle vorbereitet zu werden, was nicht artgerecht sei. Die Rolle wurde im Lauf der Jahre von insgesamt 15 Jungaffen besetzt, über deren Herkunft und Verbleib der Sender nur wenig preisgab. Studien haben belegt, dass junge Schimpansen, die zu früh von ihren Artgenossen getrennt werden, das für ihr späteres Leben als soziale Gruppentiere notwendige Wissen nicht erwerben können, wenn sie zu wenig oder gar keinen Kontakt zu Artgenossen haben. Aufgrund dieser Forschungsergebnisse sei die Verwendung zahlreicher Jungschimpansen für eine Fernsehserie ein nicht zu rechtfertigender Umgang, da die frühe Trennung von der Mutter bei vielen Primaten eine ähnliche Traumatisierung auslöst, wie es bei Menschen der Fall wäre. Die „Welt“ und die „Berliner Morgenpost“ berichteten.
In der Stellungnahme des Senders hieß es, die „beliebte Serie“ sei aufgrund von „heftiger Kritik von Tierschützern, Wissenschaftlern und Juristen“ abgesetzt worden.

#### Rechtliches
Das deutsche Tierschutzgesetz sagt zum Umgang mit Tieren zu Unterhaltungszwecken aus, dass es gesetzlich verboten ist, „einem Tier außer in Notfällen Leistungen abzuverlangen, denen es wegen seines Zustandes offensichtlich nicht gewachsen ist oder die offensichtlich seine Kräfte übersteigen.“ (Paragraph 3, Abschnitt 1) Tiere für Filmaufnahmen, Schaustellung, Werbung oder ähnlichen Veranstaltung heranzuziehen, sei außerdem unzulässig, sofern damit Schmerzen, Leiden oder Schäden für das Tier verbunden sind. (Wie beispielsweise beim Ausleben eines „harten Crush fetish“.)
Daher sind offizielle Dreharbeiten mit Tieren in Deutschland ausnahmslos genehmigungspflichtig. Tieragenturen und Tiertrainer, deren Tiere für Tiercastings und anschließende Aufträge vermittelt werden, benötigen daher ebenfalls eine entsprechende amtliche Genehmigung.

### USA
Im Jahr 1939 musste ein Pferd bei den Dreharbeiten für Jesse James, Mann ohne Gesetz eingeschläfert werden, nachdem es für einen besonders spektakulären Stunt mit verbundenen Augen über eine Klippe getrieben wurde, wobei es sich die Wirbelsäule brach. Danach wurden ehrenamtliche Kontrolleure die Dreharbeiten von US-Produktionen begleiten.
In den USA gibt es für Tierdarsteller keine verbindlichen, in allen Staaten gültigen Richtlinien. Tierquälerei kann jedoch im Rahmen des „Animal Welfare Act“ (1966) und des „Endangered Species Act“ (1973) als Tatbestand benannt und strafrechtlich verfolgt werden.

### Russland
Andrei Tarkovsky holte sich 1966 extra ein Pferd aus dem Schlachthaus, um es dann in einer Szene seines Filmes Andrej Rubljow von einer Treppe stürzen und von einem Speer durchbohren zu lassen. Der Regisseur schoss dem Pferd zusätzlich in den Nacken, bevor er es die Treppen herunterschubste, damit es schon beim Herunterstolpern der Stufen starb und nicht durch den Speer.

## Auszeichnungen

### PATSY Award
Die amerikanische Tierschutzorganisation American Humane würdigt die Leistung von Tierdarstellern mit einer Art Tier-Oscar, dem PATSY Award. Dabei steht PATSY für Picture Animal Top Star of the Year und wurde ab 1951 bis 1986 für schauspielerische Leistung an tierische Darsteller verliehen. Die Tiere des Tiertrainers und Produzenten Frank Inn haben insgesamt rund 40 der Auszeichnungen erhalten.
Die Vielfalt der ausgezeichneten Spezies ist dabei groß und reicht von Hunden und Katzen über Meeressäuger über Elefanten (wie Sydney für Spiel mit mir, 1963) und Tauben (Herman für den Auftritt in Die Nervensäge, 1960) bis hin zu Ratten (in Willard, 1971).

### Palm Dog Award
Der Palm Dog Award wird seit 2001 an Hundedarsteller verliehen, zu den bekanntesten Preisträgern zählt der Jack Russell Terrier Uggie für seine Beteiligung an The Artist.

## Beispiele

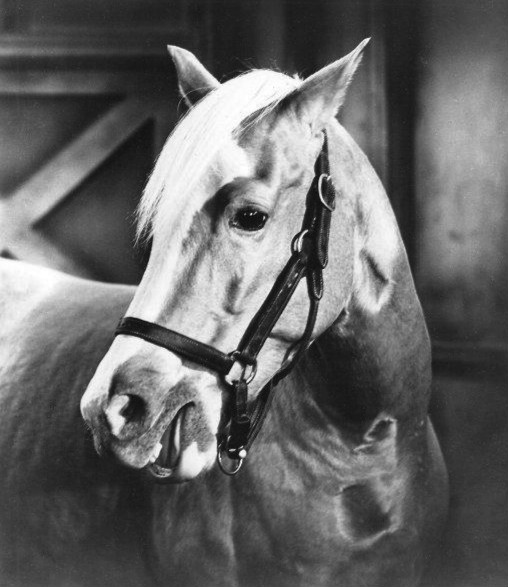
Bamboo Harvester in seiner Rolle als Mister Ed

Einige der hier genannten Tiere haben Auszeichnungen erhalten oder sind, wie z. B. Terry, Bamboo Harvester oder Bart der Bär, mit einem eigenen Profil in der IMDb vertreten.
Zu den Tieren, die in Hauptrollen zu sehen waren, aber keinen eigenen Eintrag haben, zählen zudem der Bernhardiner aus Cujo (1983), der Rotfuchs aus Der Fuchs und das Mädchen, 2007 und der Akita aus Hachiko – Eine wunderbare Freundschaft von 2009, das Hausschwein aus Ein Schweinchen namens Babe (1995) und der Flötenvogel, der 2020 in Beflügelt – Ein Vogel namens Penguin Bloom zu sehen war.

### Hunde
Im Bereich der Tierdarsteller zählen Hunde zu den präsentesten und am besten bezahlten nicht menschlichen Darstellern. In den 1950er Jahren waren die Langhaarcollies, die Lassie verkörperten, die am besten bezahlten Tiere am Filmset und übertrafen selbst den Fury-Darsteller Highland Dale.
- Strongheart (ca. 1917–1929), Deutscher Schäferhund, sechs Filme und ein Stern auf dem Hollywood Boulevard[2]
- Rin Tin Tin (1918–1932), Deutscher Schäferhund, 27 Hollywoodfilme, erster Auftritt in Der blinde Wolf, 1922[21]
- Skippy (ca. 1930–1940) später Asta, Drahthaar-Foxterrier, bekannt u. a. aus Der dünne Mann, 1934
- Terry (1933–1944/45), Cairn-Terrier, u. a. bekannt durch ihre Rolle als Toto in Der Zauberer von Oz[16]
- Higgins (1957–1975), Schnauzer-Mischling, PATSY Award für die Hauptrolle als Benji in Benji – Auf heißer Fährte[14]
- Air Buddy (1988–1998), Golden Retriever, bekannt u. a. aus Air Bud – Champion auf vier Pfoten
- Moose (1990–2006), Jack Russell Terrier, bekannt aus der Sitcom Frasier[22]
- Uggie (2002–2015), Jack Russell Terrier, Palm Dog Award für The Artist 2011

### Katzen

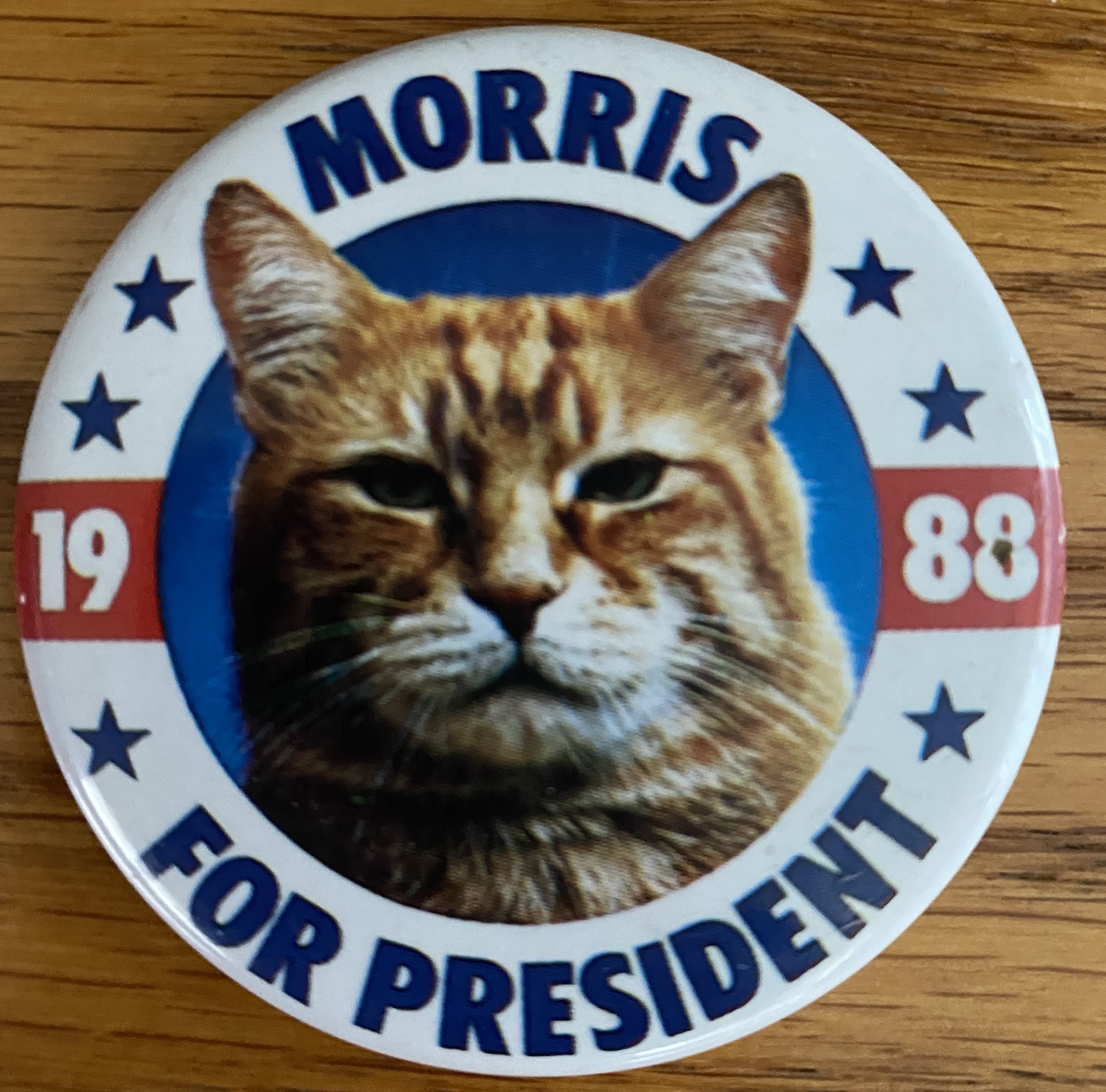
Morris the Cat auf einem Button für die Präsidentschaftswahl in den Vereinigten Staaten

- Mimir (Leopard) (ca. 1908–1914), Leopardin, diverse französische und belgische Filme zwischen 1911 und 1913
- Pepper the Cat (1912–nach 1928), eine der ersten Filmkatzen in Hollywood, trat u. a. in Kurzfilmen der Keystone Studios auf
- Orangey (ca. 1950–1966), Hauskatze, Tabby, u. a. Frühstück bei Tiffany, ausgezeichnet mit mehreren PATSY Awards[23]
- Morris the Cat (1959–1978), Hauskatze, u. a. in Der Tod kennt keine Wiederkehr
- Pumpkin (* 2001), Perserkatze, Harry Potter und der Gefangene von Askaban sowie in zwei weiteren Filme der Harry-Potter-Reihe

### Pferde
- Trigger (Pferd) (1930er Jahre) Palomino, PATSY Award für Bleichgesicht Junior (1952)[24]
- Beauty (Pferd) (1943–1972), American Saddlebred, PATSY Award für zahlreiche Filmauftritte, u. a. in der Rolle von Black Beauty und Fury
- Bamboo Harvester (1949–ca. 1968), Pferdemischling aus American Saddlebred und Araber, PATSY Award 1962 für Mr. Ed[17]
- Docs Keepin Time (1997–2013), American Quarter Horse, u. a. Black Beauty (1994)

### Weitere Säugetiere
- Bart the Bear (1977–2000), Kodiakbär, zahlreiche Filmauftritte, u. a. Der Bär[18]
- Keiko (ca. 1976–2002), Schwertwal, Free Willy – Ruf der Freiheit sowie alle Fortsetzungen bis 1997[25]
- Winter (2005–2021), Großer Tümmler, Mein Freund, der Delfin (2011)

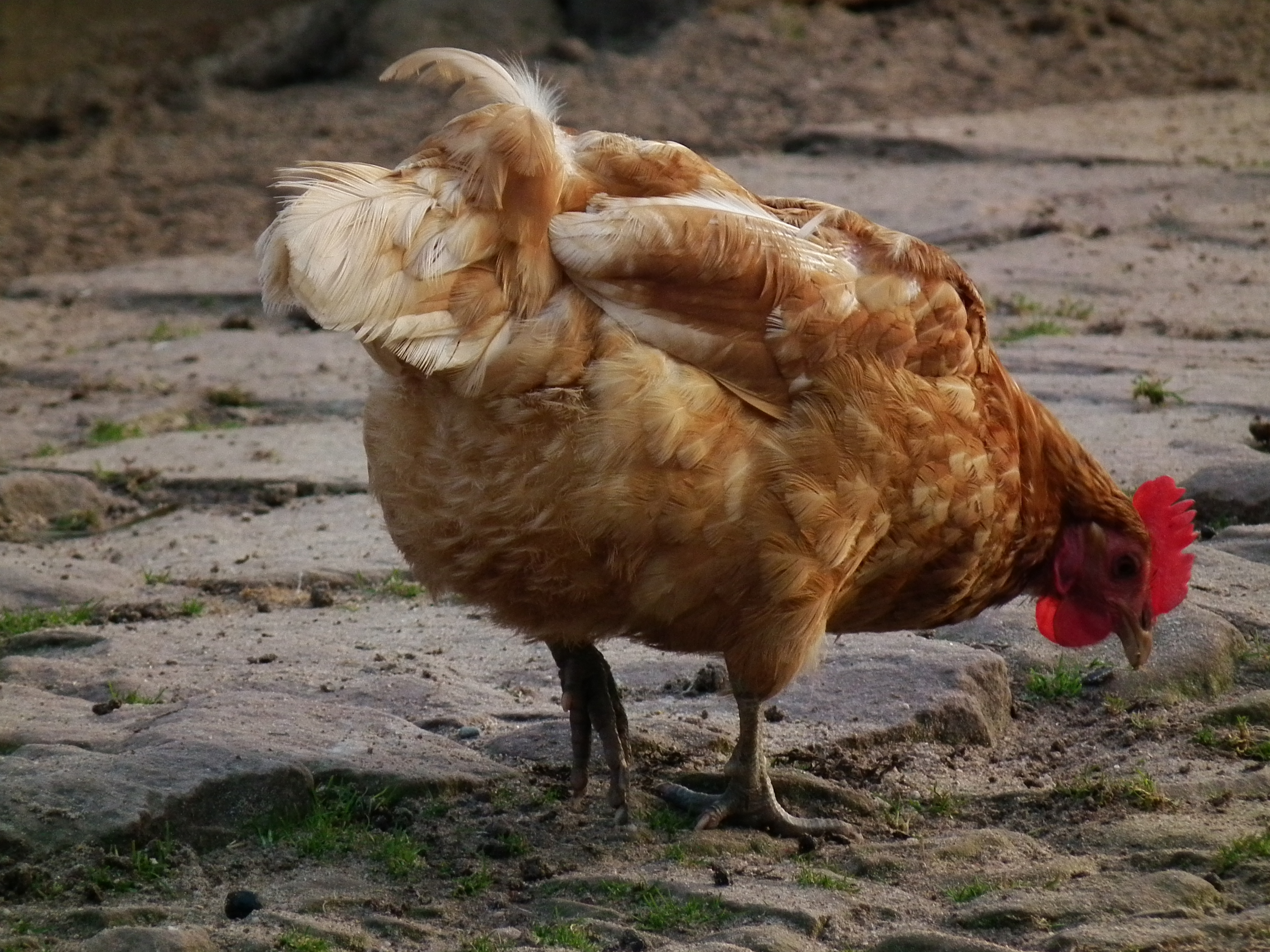
Die Tierdarstellerin Sieglinde, ein braun gesprenkeltes Haushuhn, war nach ihrem Tod Gegenstand einer Gerichtsverhandlung

### Vögel
- Jimmy the Raven (1934–ca. 1955) Kolkrabe, u. a. in Der Zauberer von Oz und Ist das Leben nicht schön?
- Douglas (1967–2019), Scharlachara, bekannt als Papagei von Pippi Langstrumpf
- Sieglinde (2015–2017), Haushuhn, u. a. zu sehen in Wendy – Der Film

Nach dem gewaltsamen Tod des Huhns Sieglinde durch einen Hundebiss klagte ihre Besitzerin auf Schadensersatz. Da es sich bei dem Huhn nachweislich um eine ausgebildete Tierdarstellerin handelte, wurde ihr der vom Amtsgericht ermittelte Wert von 615 Euro zugesprochen, der 10 Trainingsstunden berücksichtigte, die in ihre Ausbildung investiert worden waren.

## Galerie

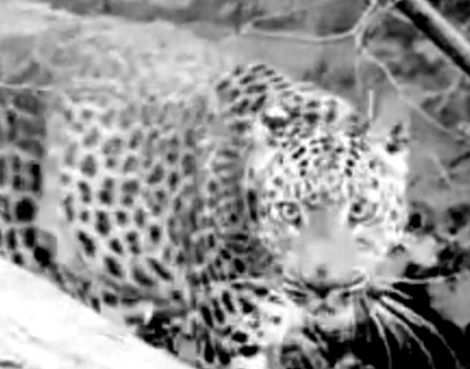
Leopardin Mimir, 1913 in Le diamant noir
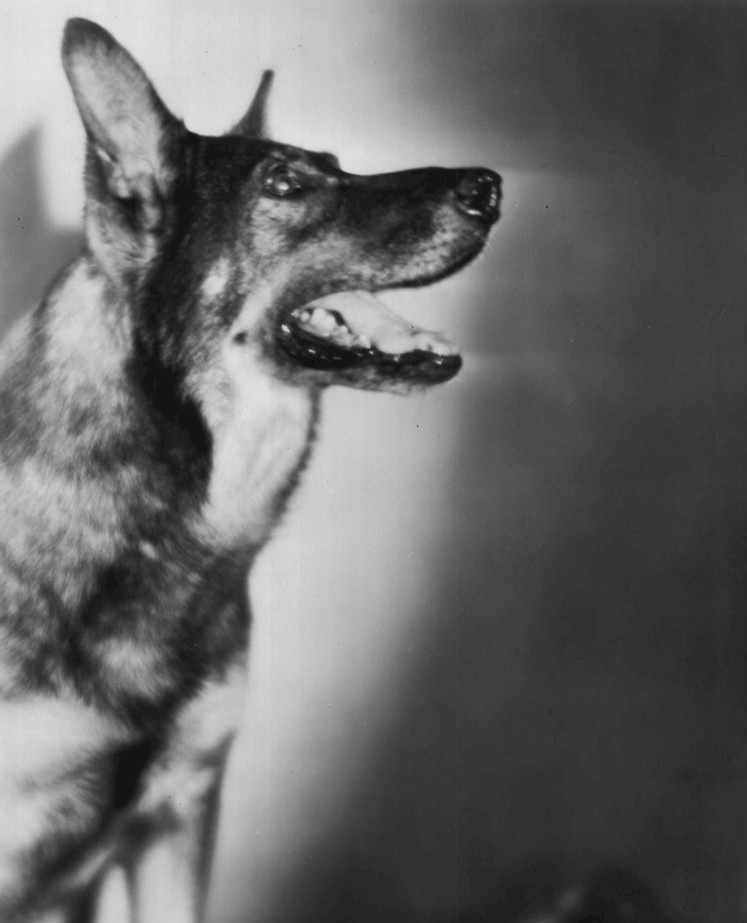
Einer der bekanntesten Hundedarsteller in den 1920er Jahren war Rin Tin Tin, 1929 (The Frozen River)
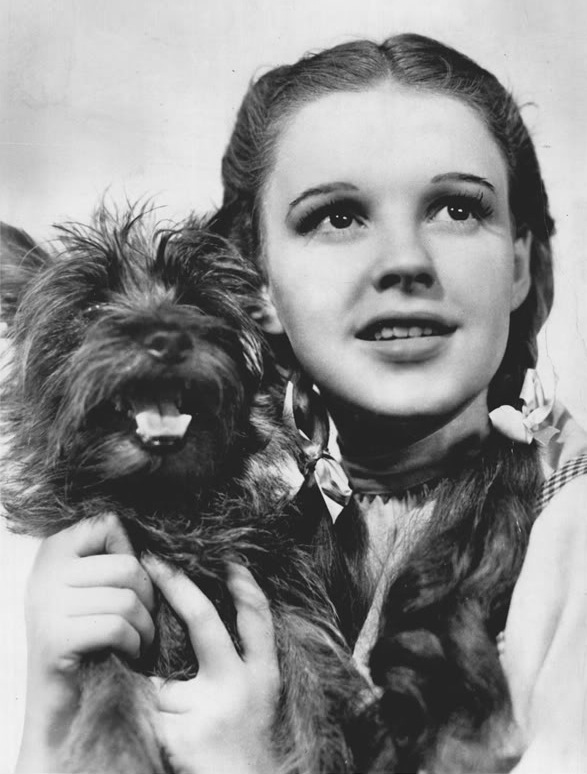
Terry mit Judy Garland, 1939 in Der Zauberer von Oz
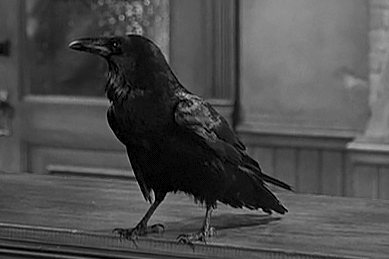
Jimmy the Raven, 1946 in Ist das Leben nicht schön?
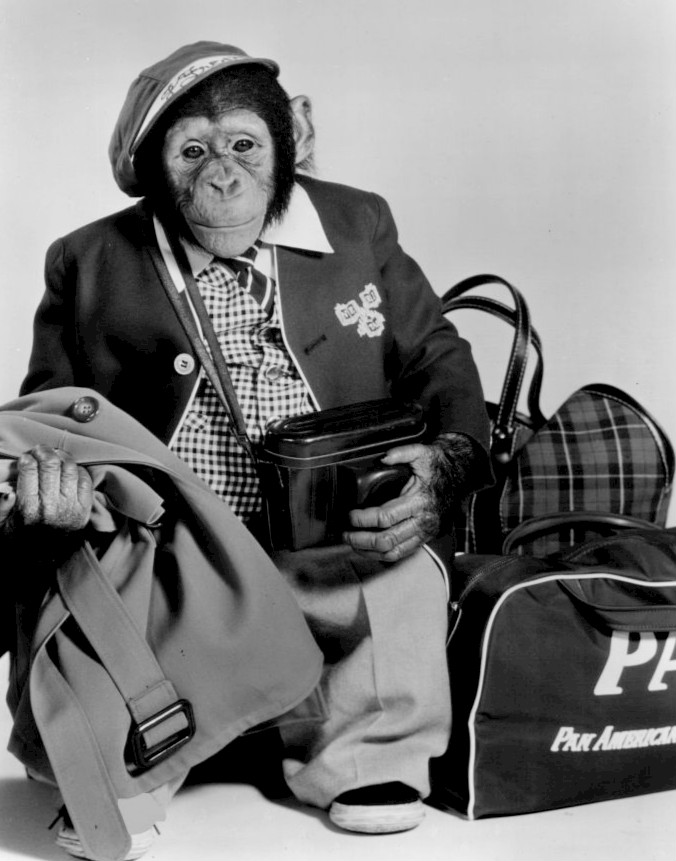
J. Fred Muggs, 1954 in der Today Show
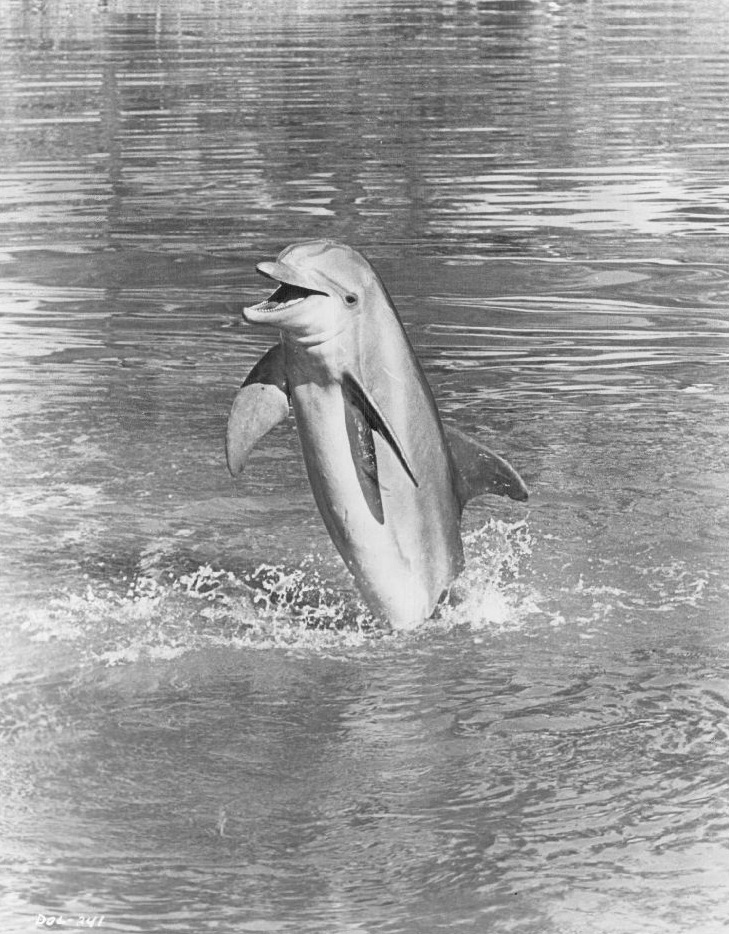
Flipper, 1968
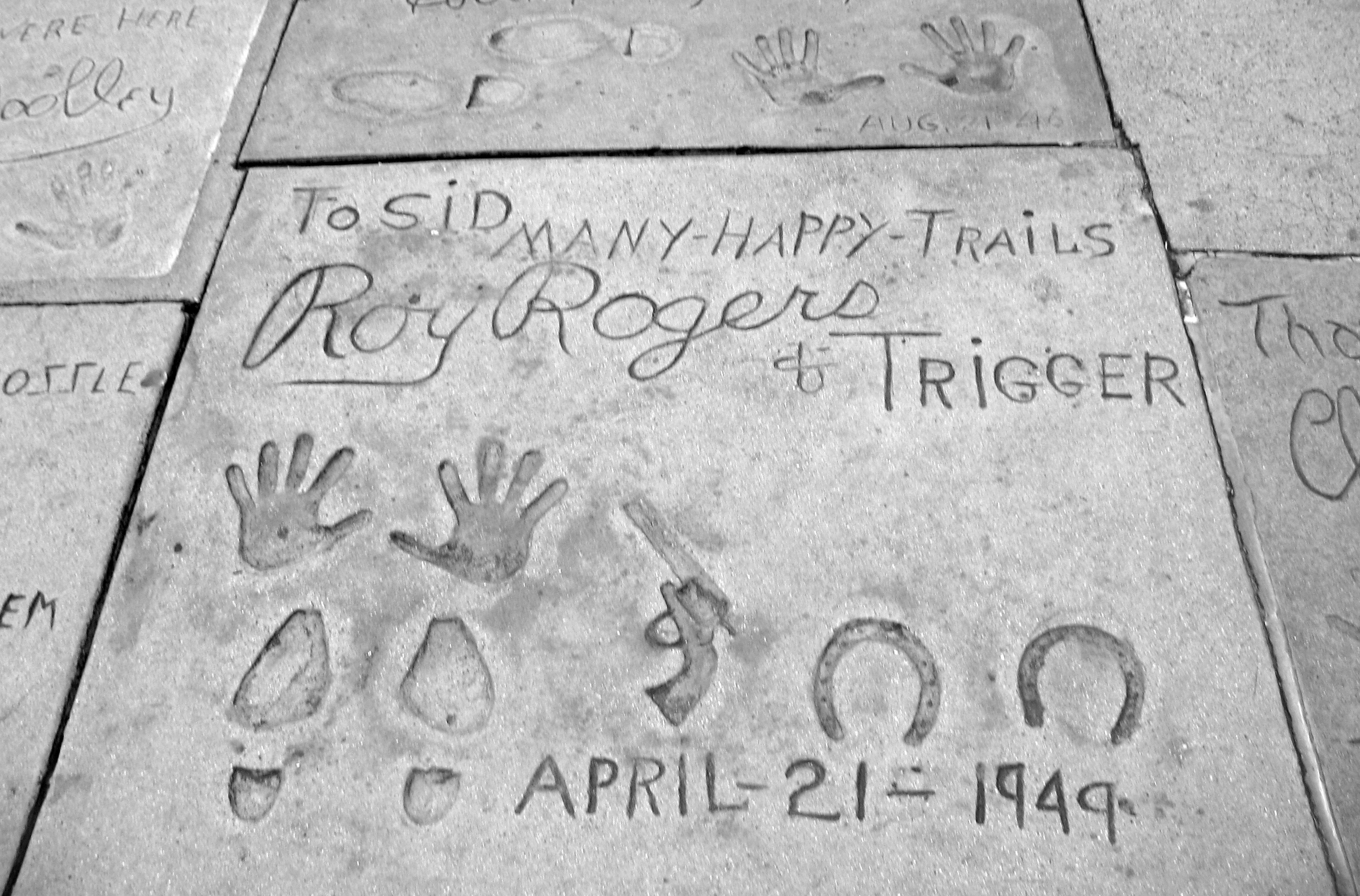
Abdrücke von Triggers Hufeisen sowie seinem Filmpartner Roy Rogers am Chinese Theatre auf dem Hollywood Boulevard

## Folgen der Digitalisierung
Während Raubtiere in älteren Filmproduktionen, wie Der Bär, noch echt sind, sind Tiere mittlerweile oft computeranimiert. Dadurch entstehen neue Möglichkeiten, sie besonders menschlich, überlebensgroß oder als planende Strategen zu präsentieren. Zudem lassen sich mit Hilfe der Computertechnologie auch Mischwesen kreieren, die sowohl menschliche als auch tierische Züge haben, wie Bagheera und Shir Khan in der Neuverfilmung des Dschungelbuchs von 2016.
Zu den Filmen und Serien, die Tiere mit Hilfe von Wētā FX oder ähnlichen Programmen digital modellierten, zählen unter anderem:
- King Kong, 2005[29]
- Planet der Affen: Prevolution, 2011[28]
- The Umbrella Academy, ab 2019 (Schimpanse Pogo)[28]
- Cocaine Bear, 2023[30]